# Phaonia subfuscinervis
Phaonia subfuscinervis är en tvåvingeart som först beskrevs av Zetterstedt 1838.  Phaonia subfuscinervis ingår i släktet Phaonia och familjen husflugor. Arten är reproducerande i Sverige. Inga underarter finns listade i Catalogue of Life.